# Ciudad de la Educación San Gabriel (La Aguilera)
La Ciudad de la Educación San Gabriel o Colegio San Gabriel es un complejo educativo situado en el km 6,5 de la carretera de Aranda de Duero a La Aguilera (BU-P-1102), en la provincia de Burgos (Castilla y León, España). 
Es un centro regido por los Hermanos de San Gabriel y mantiene relaciones tanto con el Colegio San Miguel de Roa (Burgos), como con la Universidad a Distancia de Madrid (UDIMA).

## Antecedentes
- En 1965, el Arzobispo de Burgos monseñor Segundo García de Sierra y Méndez bendijo el solar destinado a noviciado de la Provincia Gabrielista de España.
- Entre 1973 y 1978, las instalaciones fueron alquiladas a los Hermanos del Sagrado Corazón como noviciado.
- Entre 1979 y 2000, el centro funcionó como colegio-seminario gabrielista.

## Historia
Fue en 2001, al comenzar la creación del Centro de Formación Profesional Específica, cuando se pusieron las bases del complejo educativo que se haría realidad en los años siguientes. Se construyó una Bodega piloto y se creó un Aula Técnica de Industrias Alimentarias, así como un Laboratorio de Industrias Alimentarias. El conjunto de estas instalaciones permitió la autorización oficial de estudios de comercio y marketing y de enología (BOCyL de 26 de diciembre de 2002).

## Complejo educativo
El complejo educativo está integrado por:
- Colegio internacional San Gabriel (primaria, secundaria y bachillerato).
- Centro Integrado de Formación Profesional San Gabriel, con estudios de:
  - Enología y viticultura (cuenta con Bodega propia).[5]
  - Comercio y emprendimiento.
  - Soldadura.
  - Entrenadores de fútbol.
  - Bomberos, salvamento y socorrismo.[6]
- Instituto de Formación Continua San Gabriel (formación no reglada para empresas).

El centro enseña enología a nivel internacional, con escuelas en Francia y China.
Por su parte, el Centro de Negocios Hispano-Chino de La Aguilera está facilitando los intercambios comerciales con empresas chinas.
Destaca, así mismo, la organización del curso de verano Prensa y Poder, con participación de periodistas y personalidades.